# Personalamt
Personalamt – niemiecki zakonspirowany organ kontrwywiadowczy w okupowanym Kijowie podczas II wojny światowej.
Personalamt, czyli oficjalnie zarząd kadr, został stworzony przez Niemców po zajęciu Kijowa w II poł. września 1941 r. Organ istniał przy niemieckim komisarzu okupowanego miasta. Na jego czele stał Niemiec urodzony w Rosji Arthur Boss. Do jego podstawowych zadań należało rejestrowanie i werbunek mieszkańców Kijowa do prac roboczych na rzecz niemieckiej administracji okupacyjnej. Ponadto organ prowadził tajną działalność kontrwywiadowczą. Jego funkcjonariusze prowadzili śledztwa i przesłuchiwali aresztowane osoby. Część z aresztantów była przekazywana policji bezpieczeństwa i SD. Personalamt składał się z 2 sektorów: tajnego i agenturalno-informacyjnego. Tajny sektor prowadził kartotekę z charakterystykami tych mieszkańców Kijowa, którzy byli podejrzewani o działalność wymierzoną w Niemców. Drugi sektor dysponował oddziałem agenturalno-informacyjnym, grupą śledczą i grupą specjalnego przeznaczenia. W ich skład wchodzili też kolaboranci. Współpracowano ze stacjonującą w Kijowie Einsatzgruppe C.